# Platycotis tuberculata
Platycotis tuberculata är en insektsart som beskrevs av Leon Fairmaire 1846. Platycotis tuberculata ingår i släktet Platycotis och familjen hornstritar. Inga underarter finns listade i Catalogue of Life.